# Salmsach
Salmsach is een gemeente en plaats in het Zwitserse kanton Thurgau, en maakt deel uit van het district Arbon.
Salmsach telt 1327 inwoners.